# DMAX (Espagne)
DMAX, anciennement Discovery MAX, est une chaîne de télévision espagnole appartenant à Warner Bros. Discovery, et émet sur la TNT Espagnole par l'intermédiaire de Unidad Editorial.

Logo de Discovery MAX de 2012 à 2016

## Histoire
Le 13 septembre 2011, un accord est passé entre Discovery Communications et Unidad Editorial pour diffuser des programmes du catalogue Discovery sur Veo TV. Cette dernière disparaît le 1er janvier 2012, et Discovery MAX commence ses émissions le 12 janvier 2012 à 17h45.
Le 12 septembre 2016, Discovery MAX est renommée DMAX. Des séries et des films sont alors ajoutés sur la chaîne.

## Programmes
- Comment c'est fait
- LA Ink
- Péril en haute mer
- Top Gear USA
- Drama
- Seul face à la nature
- American Chopper
- Huinfig
- Phamvietdung
- Phanvietdung
- Phaovietdung

## Diffusion
DMAX est diffusé gratuitement sur la TNT espagnole, tous les opérateurs espagnols et Andorra Telecom.